# モハメド・ウルド・ビラール
モハメド・ウルド・ビラール・マスード（アラビア語: محمد ولد بلال مسعود、Mohamed Ould Bilal Massoud、1963年12月10日 - ）は、モーリタニアの政治家。同国首相を約4年間務めた。外務省ではモハメド・ウルド・ビラールと記載されている。

## 経歴
長らく民間企業で水エンジニアとして勤務し、首相に就任する前は国家水道局長を務めていた 。
ムハンマド・ウルド・アブデルアズィーズ前大統領の汚職疑惑にイスマイル・ウルド・ベデ・ウルド・シェイク・シディヤが関わっていたことが発覚し、シディヤ内閣は総辞職した。
2020年8月6日、モハメド・ウルド・ガズワニはビラールを新首相に任命し、組閣するよう求めた。2022年には世論からの批判を受け、内閣改造を行った。